# 近藤信竹
近藤 信竹（こんどう のぶたけ、1886年（明治19年）9月25日 - 1953年（昭和28年）2月19日）は、日本の海軍軍人。海兵35期首席・海大17期。最終階級は海軍大将。

## 経歴
1886年9月25日、大阪府で近藤堅三の次男として生まれる。天王寺中学を経て、海兵35期。入校時の席次は114番、2年次は6番、3,4年次は首席。同期に高須四郎、野村直邦らがいる。1907年11月20日、35期を首席で卒業、少尉候補生となる。1908年12月25日、海軍少尉に任官。
1923年12月1日、海軍中佐に進級。1924年（大正13年）2月5日、東宮武官（侍従武官兼務）に任命され、翌日には摂政宮・皇太子（昭和天皇、当時23歳）と皇太子妃（香淳皇后）に謁見する。侍従武官として、皇太子や西園寺八郎とゴルフをすることもあった。

### GF先任参謀、美保関事件
1926年（大正15年）12月1日、中佐で第1艦隊参謀 兼 連合艦隊（GF）参謀（GF先任参謀）。GF先任参謀は、各参謀を手足としてGFの全てを把握・起案し続ける責任を負う重職であり、大佐、または特に嘱望された中佐が補される。
翌年の1927年（昭和2年）8月下旬、GF（GF長官：加藤寛治大将）は、島根県美保関町沖合で、1F（GF長官直率）と2F（2F長官：吉川安平中将）の夜間演習を実施した。この時、第一水雷戦隊所属の第27駆逐隊（駆逐艦 菱、菫、蕨、葦）を第二水雷戦隊に臨時編入し、第五戦隊（重巡 古鷹・加古、軽巡 神通・那珂）と共に運用することになった。第一水雷戦隊先任参謀・小沢治三郎中佐は、GF先任参謀の近藤を旗艦「長門」に訪問。指揮系統の違う部隊を、事前訓練なしに実戦方式の夜間訓練に投入する危険性を訴えたが、近藤は「高橋三吉参謀長に話してくれ」と答えた。高橋は小沢の進言を却下。8月24日夜間、軽巡「神通」は駆逐艦「蕨」に衝突して「蕨」は沈没して「神通」は大破、軽巡「那珂」は駆逐艦「葦」に衝突して両艦とも大破、各艦合計110名の死者と後日に水城圭次神通艦長が自決するという大惨事となった（美保関事件）。これ以降、小沢は近藤に不信感を抱いたとする意見もある。加藤長官は近藤のことを侍従武官から来たので艦隊の実際のことはよくわからない人と評した。連合艦隊参謀だった小島秀雄によれば、高橋三吉参謀長が連合艦隊を引きずりまわしており、近藤は真面目でどちらかというとおとなしかったという。
1927年12月1日、海軍大佐に昇進し、海軍大学校教官に任命。生徒の横山一郎大尉から日本海軍の主力艦重視・小艦艇軽視の姿勢について質問された時、「大艦を造ってその用法を修練しておけば、小艦艇はいつでも造れるしその用法は簡単であるから、現在の日本海軍の方針は誤りが無い」と返答した。当時海軍大学生だった黛治夫によれば、図上演習で審判役の学生が戦況を把握するために移動を繰り返していたため、近藤は「統監は腰掛けて動いちゃいかん」と言ったが、天覧試合ならともかく普通の演習でこんな事を言う戦術教官はだめだと思ったという。野元為輝も、近藤教官に戦術を教わったが、大学校の戦術ってこんなものかと大いに不満を感じたという。
1935年12月2日、軍令部第一部長に任命。松田千秋（当時軍令部一課部員）によれば、下の者は非常にやりやすかったという。黛治夫（当時部員）によれば、予算に関し、黛が軍務局長・豊田副武に報告に行った後にさらに近藤が来て豊田に30分ほど説明したが、豊田は「貴様、若い者（黛）の言う通りのままで、めくら判を押して持ってきてはダメだ」と近藤を叱責し、近藤は「はい」と言って帰って行ったこともあったという。海軍次官・山本五十六は新聞記者に「あの人は正直者だヨ。君達が会うのには適当だろう」と語り、近藤に取材することを薦めている。記者2人が自宅を尋ねると大喜びで迎え入れて語り、杉本朝日新聞記者は山本の評判どおり「余計なことはしゃべらず話に駆け引きが無く、正直にいってくれる人」と評した。
1937年12月1日、中将に昇進。1938年12月15日、第五艦隊司令長官に就任。日中戦争では海軍陸戦隊と空母「赤城」らを率いて海南島を占領した。
1939年（昭和14年）10月21日、軍令部次長に就任。1940年9月、日独伊三国同盟を締結する価値について審議された際、近藤からは対米開戦準備は1941年4月に完成すること、短期戦なら勝機があるが、長期戦だと困難であること、米国の建艦が進捗して日米海軍の比率がますます大きくなり日本は追いつけなくなり、戦争が回避できない場合は今が一番有利であることが述べられた。部員だった中島親孝によれば、近藤は親独派として知られ、伏見軍令部総長宮のもとでは、部内で日独伊三国同盟締結を説き、軍令部次長から転出するまで日米関係を担当し、ここでも、その後の日独関係の影響から日米関係について部内で強く発言し、部内では戦争をやるのはやむを得ないと語っており、会議後に永野軍令部総長が「近藤くんも随分強いことを言っていたな」という意味深長なやり取りをしていた場面を聞いたという。

### 第二艦隊長官

#### 第一段作戦

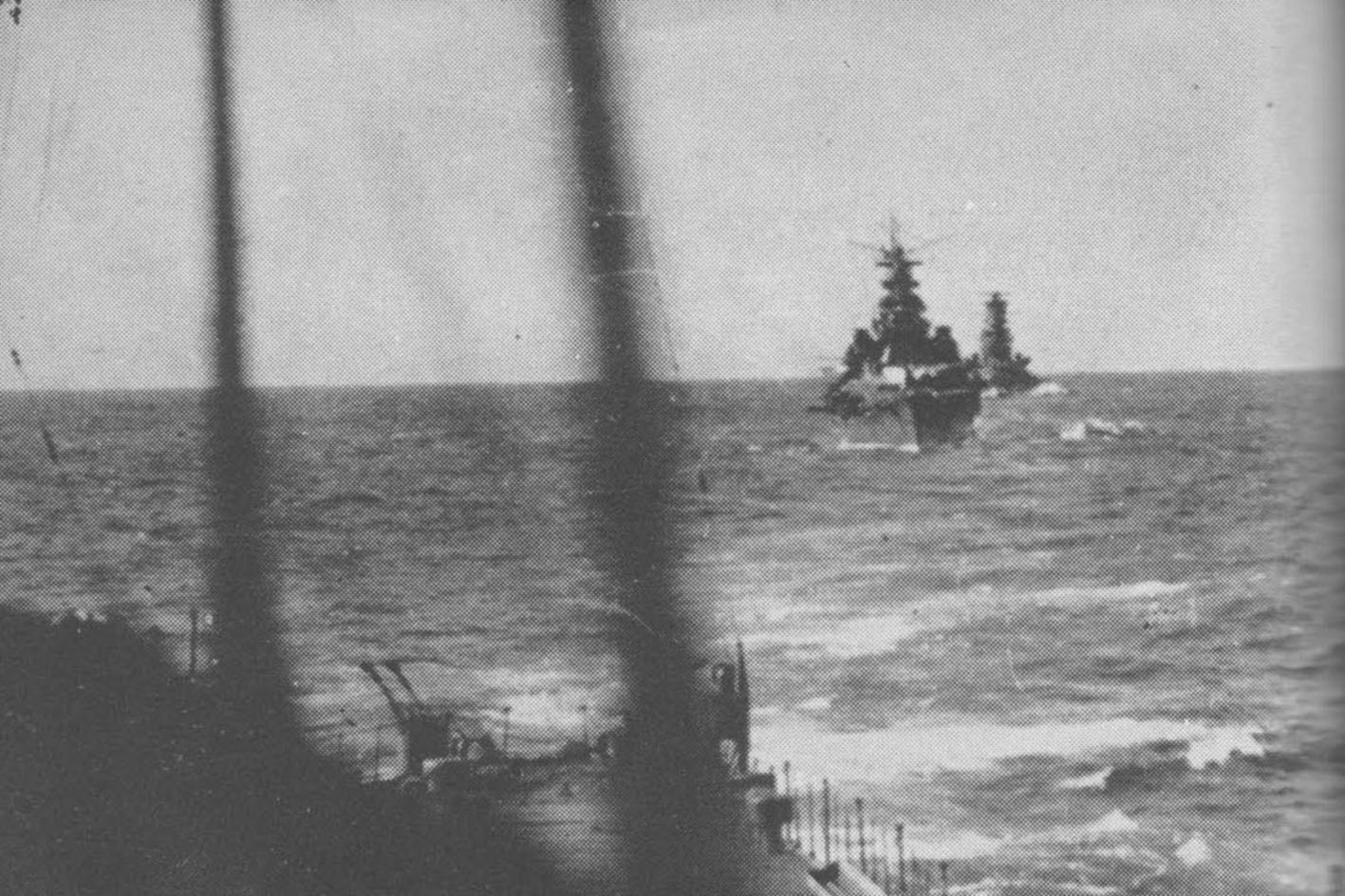
ガダルカナル島に赴く近藤麾下の部隊。手前から「愛宕」、「高雄」、「霧島」。すでに「比叡」を失っており、この夜「霧島」を失う。（1942年11月14日、「愛宕」艦上から撮影）

1941年9月1日、第二艦隊司令長官に就任。第二艦隊は重巡洋艦と金剛型戦艦を主力とした。軍令部総長・永野との性格不一致から永野が近藤を第二艦隊に転出させ、かわりに山本五十六に近い伊藤整一と福留繁を引き抜いたとする指摘もある。
1941年12月、太平洋戦争が勃発。近藤は連合艦隊内では連合艦隊司令長官の山本五十六海軍大将に次ぐ次席指揮官であり、南方部隊の総指揮官であった。
南方作戦は開戦前の図上演習で、比島・蘭印方面の作戦を第二艦隊司令長官・近藤中将、マレー方面は南遣艦隊司令長官・平田昇中将が指揮した際、作戦中しばしば両者が作戦協定を行うなど不便があったため、南方作戦を一指揮系統とすべきであるとの意見が出たが、近藤より先任の平田中将は南遣艦隊司令長官であり、南方作戦の最高指揮官となるには不都合な点が多かった。後に近藤より後任の小沢治三郎中将が平田と交代したため、近藤中将が南方作戦全部隊を指揮する指揮系統に改められた。指揮下には第二艦隊の他に、南遣艦隊司令長官・小沢治三郎中将の馬来部隊、塚原二四三の基地航空隊などがあり、マレー沖海戦やシンガポールの戦いなどに勝利した。指揮下の小沢は近藤に挨拶する立場だったが、近藤を嫌う小沢は第二艦隊司令部に顔を出すと、無言で南遣艦隊司令部に帰った。

#### 第二段作戦
1942年（昭和17年）6月、MI作戦に参加。第二艦隊を主力とするミッドウェー島攻略部隊を担当した。
戦艦「大和」でのミッドウェー作戦事前図上演習で、近藤は、米空母がほぼ無傷な状態であり、ミッドウェー基地にも敵戦力があるため、MI作戦を中止し、米豪遮断作戦に集中すべきと主張したが、連合艦隊長官・山本は奇襲が成功すれば負けないと答えた。また、近藤はミッドウェー島を占領しても補給が続かないことを指摘したが、連合艦隊参謀長宇垣纏は不可能なら守備隊は施設を破壊して撤退すると答えた。MI作戦はミッドウェー海戦での敗退で中止され、攻略作戦は実施されなかったため、近藤の第二艦隊が米軍と直接交戦することはなかった（近藤の指揮下にあった栗田健男中将の第七戦隊を除く）。
1942年8月、第二次ソロモン海戦に参加。10月、南太平洋海戦に参加。これらソロモン方面の作戦では南雲忠一率いる空母機動部隊（第三艦隊）の前衛として展開した第二艦隊を指揮した。当時近藤は機動部隊指揮官・南雲忠一中将より先任順位が上であったため、主力部隊を率いる南雲とその支援部隊を率いる上級者の近藤との間には複雑なものがあったが、近藤は南雲の行動に一切掣肘を加えることなく、あたかも南雲の指揮下にあるかのように行動しており、戦後、第三艦隊参謀長だった草鹿龍之介は近藤の寛容に感謝の念を表明している。
1942年11月、第三次ソロモン海戦に参加。夜戦で米軍駆逐艦を3隻撃沈、近藤側は戦艦霧島と駆逐艦綾波を喪失した。近藤は自ら第二艦隊旗艦・重巡洋艦「愛宕」に座乗して最前線で指揮を執り、米新型戦艦2隻（ワシントン、サウスダコタ）に夜間水雷戦闘を挑んだが酸素魚雷の自爆により決定的戦果をあげる機会を逸した。
1943年（昭和18年）2月上旬、ケ号作戦（ガダルカナル島撤収作戦）で第二艦隊を率いて米艦隊の牽制任務に従事する。4月18日、山本五十六長官が海軍甲事件で戦死した際には、後任の古賀峯一大将が着任するまで臨時に連合艦隊の指揮をとった。同時期には、第四艦隊司令長官小林仁中将、第六艦隊司令長官小松輝久中将と連名で、内南洋方面（マーシャル諸島等）の防備強化について意見具申している。4月29日附で海軍大将へ進級。

### 軍事参議官以降
1943年（昭和18年）8月9日、軍事参議官に補職。12月1日、支那方面艦隊司令長官に就任。1945年（昭和20年）5月15日、小沢治三郎中将が海軍総司令長官兼連合艦隊司令長官に着任すると、小沢より先任であった近藤は軍事参議官に転補となった。
1945年8月、終戦。
1947年（昭和22年）11月28日、公職追放の仮指定を受ける。
1953年2月19日、死去。

## 人物評
井上成美大将は近藤を酷評している。横山一郎少将は、「非常に消極的な人」と評する。小島秀雄少将は、「海上経験の少ない方で、積極性はなかったように見える」と評する。松田千秋少将は、「あの人は非常に温厚なんだよ。ただ戦に強いかどうか分からん」と述べている。
奥宮正武中佐は、「戦歴を見る限り（近藤は）わが海軍の第一線部隊指揮官として、極めて有能であった」と評する。吉田俊雄中佐は、南太平洋海戦の際、指揮下の空母「隼鷹」を旗艦とする第二航空戦隊（司令官・角田覚治少将）を機動部隊（第三艦隊）の指揮下に入るよう命じて分離し、自らは水上部隊を率いて敵方へ前進した判断などは、臨機応変に空母戦力を機動部隊の統一指揮下に置いて航空戦の指揮を容易にし、自らは指揮官先頭を実践したとし、普段は昼行灯に見えて実は武人らしい気迫を持った人物であると近藤を評する。

## 年譜
- 1907年（明治40年）11月20日 - 海軍兵学校を172人中首席で卒業（35期）
- 1908年（明治41年）12月25日 - 任 海軍少尉
- 1914年（大正3年） 11月27日 - 海軍砲術学校高等科学生首席卒業
- 1917年（大正6年）12月1日 - 海軍大学校に入校（17期）
- 1919年（大正8年）11月 - 海軍大学校卒業
  - 12月1日 - 任 海軍少佐
- 1920年（大正9年）12月7日 - ドイツ駐在
- 1923年（大正12年）12月1日 - 任 海軍中佐
- 1924年（大正13年）2月5日 - 東宮武官兼侍従武官
- 1926年（大正15年）12月1日 - 聯合艦隊兼第一艦隊参謀
- 1927年（昭和2年）12月1日 - 任 海軍大佐、海軍大学校教官
- 1929年（昭和4年）11月30日 - 重巡洋艦加古艦長
- 1930年（昭和5年）6月18日 - 軍令部第一課長
- 1932年（昭和7年）12月1日 - 戦艦金剛艦長
- 1933年（昭和8年)11月15日 - 任 海軍少将、海軍大学校教頭
- 1935年（昭和10年)3月15日 - 連合艦隊兼第一艦隊参謀長
  - 12月2日 - 軍令部第一部長
- 1937年（昭和12年）11月20日 - 大本営海軍参謀兼海軍戦備考査部部員[29]
  - 12月1日 - 任 海軍中将
- 1938年（昭和13年）12月15日 - 第五艦隊司令長官
- 1939年（昭和14年）10月21日 - 軍令部次長
- 1941年（昭和16年）9月1日 - 第二艦隊司令長官
- 1943年（昭和18年）4月29日 - 任 海軍大将
  - 8月9日 - 軍事参議官
  - 12月1日 - 支那方面艦隊司令長官
- 1945年（昭和20年）5月15日 - 軍事参議官
  - 9月5日 - 予備役

## 栄典
- 1909年（明治42年）3月1日 - 正八位[30]
- 1914年（大正3年）1月30日 - 正七位[31]
- 1924年（大正13年）1月21日 - 正六位[32]
- 1941年（昭和16年）9月15日 - 正四位
- 1943年（昭和18年）10月1日 - 従三位
- 1945年（昭和20年）9月21日 - 正三位